# Pilo Peristeri
Pilo Peristeri (* 10. Dezember 1909 in Korça; † 5. August 2009) war ein albanischer Politiker der Partei der Arbeit Albaniens.

## Biografie
Nach der Gründung der Volksrepublik Albanien am 11. Januar 1946 wurde Pilosteri 1950 Abgeordneter der Volksversammlung (Kuvendi Popullor) und gehörte dieser von der zweiten bis zum Ende der elften Legislaturperiode 1991 an und vertrat dort den Kreis Pogradec. Darüber hinaus war er Mitglied des Zentralkomitees (ZK) der PPSh.
1951 wurde er als Nachfolger von Gogo Nushi Vorsitzender des Generalrates des Gewerkschaftsverbandes BSSh (Bashkimi Sindikal i Shqipërisë).
Auf dem 2. Parteitag der PPSh wurde er im April 1952 zum Kandidaten des Politbüros gewählt und hatte diese Funktion innerhalb des höchsten Gremiums der Parteiführung bis November 1981 inne.
In der Funktion des Vorsitzenden des Generalrates des BSSh wurde er auf dem 4. Kongress des BSSh im Februar 1955 bestätigt. Am 22. Juni 1958 folgte ihm Gogo Nushi als Vorsitzender des Gewerkschaftsverbandes. Pilosteri selbst blieb Mitglied des Sekretariats des BSSh und wurde darüber hinaus zum Vorsitzenden der Parteikontrollkommission der PPSh. Auf dem 5. Kongress des Gewerkschaftsverbandes wurde er im April 1961 als Mitglied des Präsidiums des Generalrates gewählt, schied aber aus dem Sekretariat des BSSh aus.
Daneben war er zeitweise Stellvertretender Vorsitzender des Präsidiums der Volksversammlung und damit Vertreter von Staatspräsident Haxhi Lleshi. Peristeri, der zum engeren Kreis der sogenannten „alten Garde“ der Partei zählte, war auch Begleiter von Enver Hoxha, dem Ersten Sekretär der PPSh, und Ministerpräsident Mehmet Shehu bei Dienstreisen im Land sowie gesellschaftlichen Anlässen.
Nach seinem Ausscheiden aus dem Politbüro verblieb er wie Spiro Koleka und Haki Toska Mitglied des ZK und nahm im April 1985 auch an den Trauerfeierlichkeiten für den verstorbenen Enver Hoxha teil.
Die Schwester seiner Ehefrau war mit dem Politbüro-Mitglied Manush Myftiu verheiratet.
Darüber hinaus veröffentlichte er auch einige theoretische Schriften wie Fjala e mbajtur në kongresin III. të Partisë së punës së Shqipërisë (1956) und Përsosja e metejshme e organizimit të punës në industrinë mekanike - kusht themelor për zhvillimin e saj. Diskutim në kongresin VI të PPSH (1971).